# 達爾文樹皮蛛
達爾文樹皮蛛（英語：Darwin's bark spider；有些華文媒體譯作「達爾文吠蛛」但應為誤譯）是目前已知可建構最大圓網（orb web）的圓網蜘蛛（orb-weaving spider），其網結構的總橫幅可達25公尺。該物種被發現於馬達加斯加的Andasibe-Mantadia國家公園，並於2009年被命名為自然學者達爾文的姓名以紀念其著作《物種原始》出版150週年。

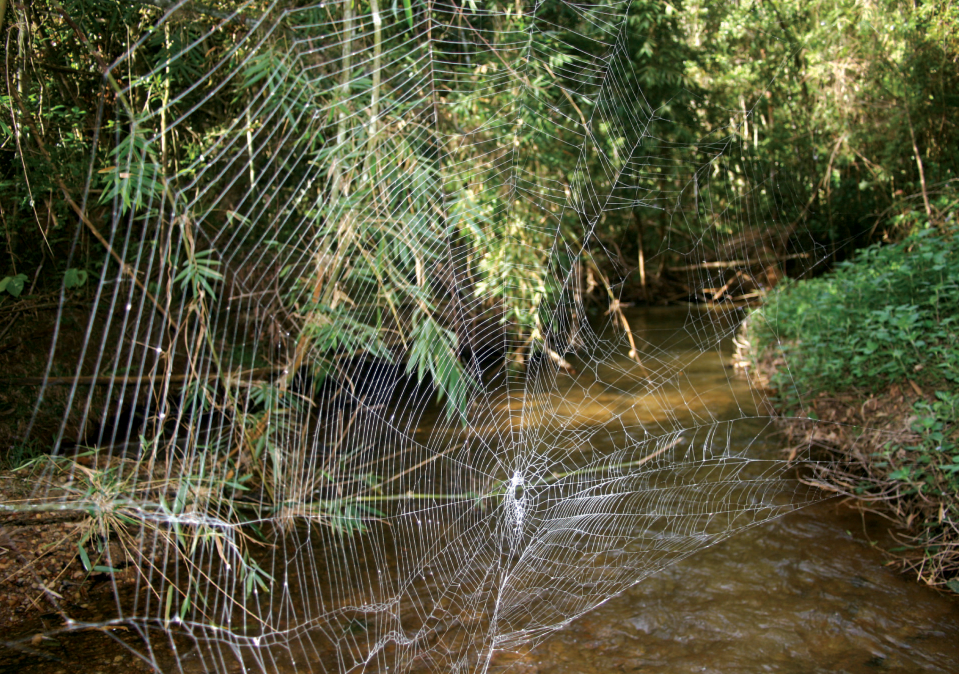
达尔文树皮蛛结成的网。

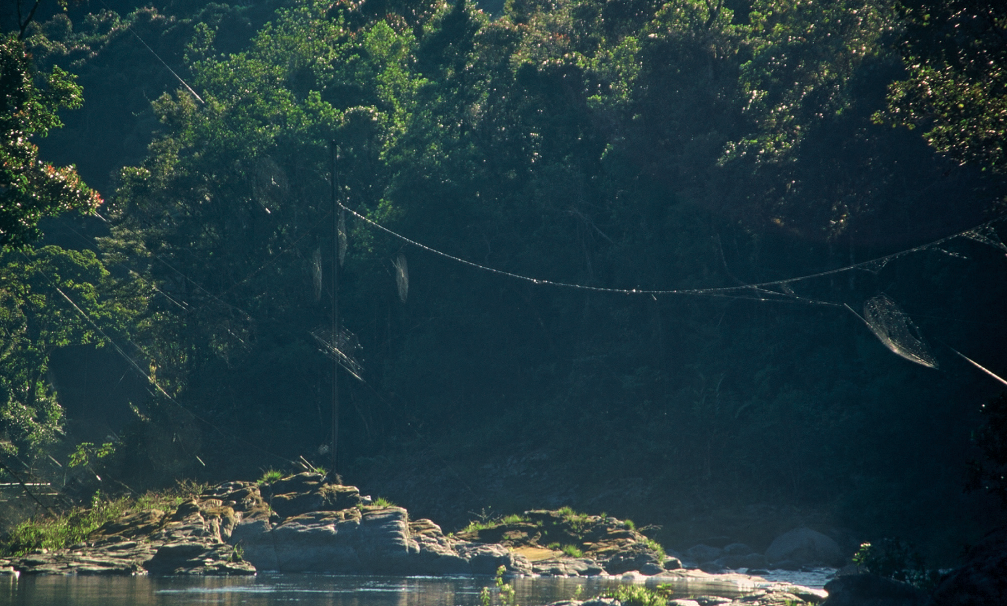
數張達爾文樹皮蛛所結的網橫跨在溪流的兩端，可見其網驚人的橫幅。

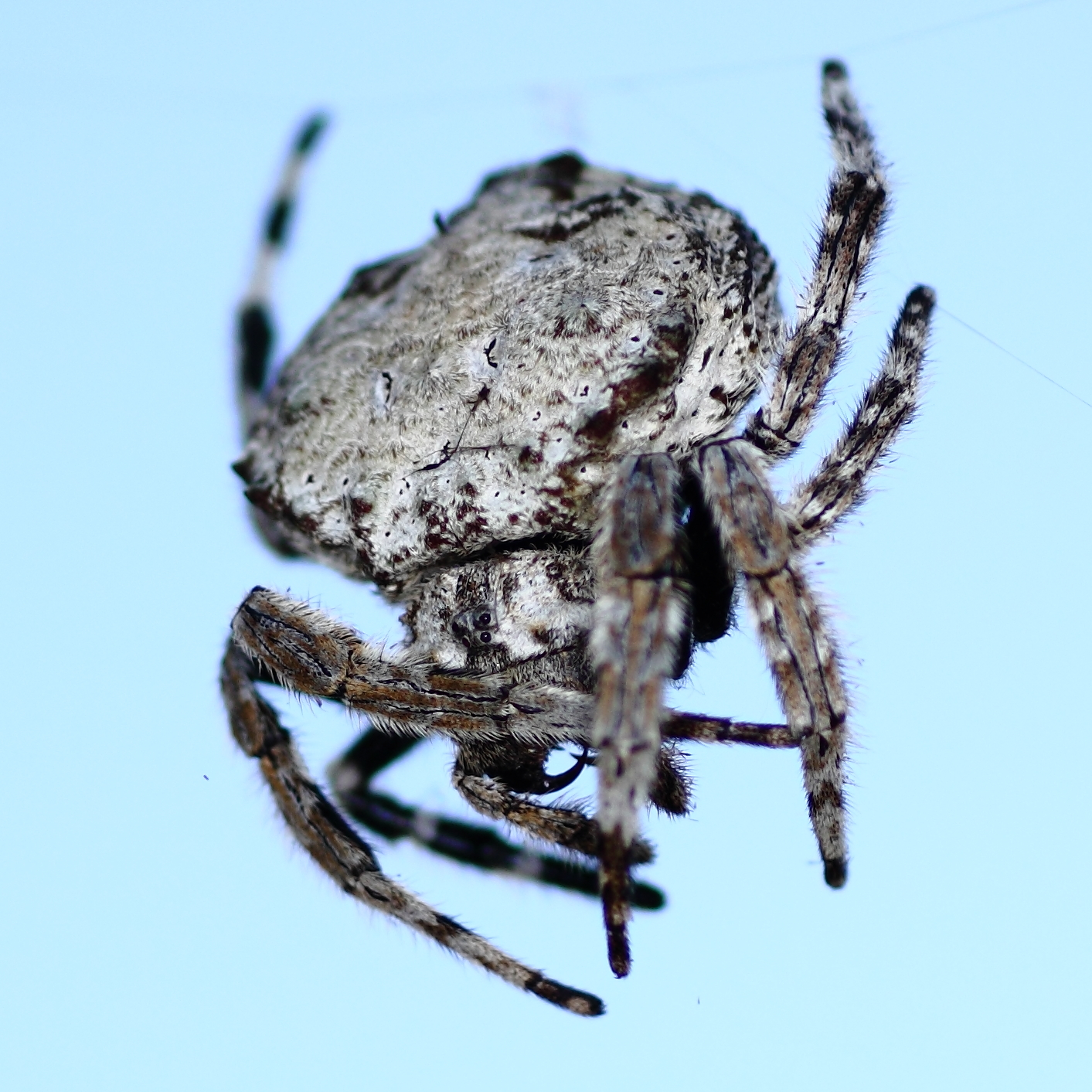
達爾文樹皮蛛及其眼部。

達爾文樹皮蛛所分泌的蜘蛛絲之硬度是所有生物材料中已知最大者，平均為350 MJ/m3，有些絲甚至達520 MJ/m3，是其它種類蜘蛛的絲之兩倍；與同樣粗細的人造纖維克維拉相較，其硬度為克維拉纖維的十倍。
除了極大的網橫幅，達爾文樹皮蛛的蜘蛛網面積也是已知圓網蜘蛛中最大者，可達2.8平方公尺。某些人面屬的圓網蜘蛛，如2009年發現的Nephila komaci，也可以建構直徑超過1公尺的圓網。
達爾文樹皮蛛所佔有的生態區位非常特別。發現者Ingi Agnarsson教授表示：「牠們將網結在溪流或湖池的上方，而這個空間是其它蜘蛛無法利用的。」達爾文樹皮蛛可以捕捉在水面上方飛行的昆蟲，並且有些蜘蛛網攔截了達32隻的蜉蝣。達爾文樹皮蛛同時具有極大的蜘蛛網與極強的蜘蛛絲，可能是牠們佔有如此特別的生態區位所產生的共演化結果。目前科學家正在研究牠們如何在水面的兩端固定蜘蛛絲以建結這麼大的蜘蛛網。
與其同屬的物種相同，達爾文樹皮蛛也存在非常顯著的雌雄二型性：雌蛛體型大而雄蛛體型小。
達爾文樹皮蛛的蜘蛛網附近發現一種尚未命名的蒼蠅，可能與達爾文樹皮蛛具有偷竊寄生（kleptoparasitic）的關聯。這種蒼蠅時常食用蜘蛛網上尚未被達爾文樹皮蛛攝食的獵物。當這些蒼蠅停佇在蜘蛛正在攝食的獵物上時，達爾文樹皮蛛有時會驅趕這些蒼蠅。